# Suvereto
Suvereto település Olaszországban, Toszkána régióban, Livorno megyében. Lakosainak száma 2955 fő (2023. január 1.). Suvereto Campiglia Marittima, Follonica, Massa Marittima, Monteverdi Marittimo, Piombino, San Vincenzo, Castagneto Carducci, Sassetta és Monterotondo Marittimo községekkel határos.

## Népesség
A település lakossága az elmúlt években az alábbi módon változott:
| Lakosok száma | 3035 | 3101 | 2955 |
|               | 2017 | 2018 | 2023 |